# Zarcinia walsinghami
Zarcinia walsinghami is een vlinder uit de familie van de Galacticidae. De soort is voor het eerst wetenschappelijk beschreven als Galactica walsinghami door Aristide Caradja in een publicatie uit 1920.

## Verspreiding
De soort komt voor in Rusland en Kazachstan.

## Waardplanten
De rups leeft op Limonium gmelinii (Plumbaginaceae).